# ولاية أذنة
وِلَايَةُ أَذَنَة (بالتركية: آطنه ولایت/Adana ili) ولاية تركية سميت باسم عاصمتها أذنة. نصف سكانها من الترك وربعهم من العرب والربع الآخر من الكرد، ومنهم أيضا الأرمن وغيرهم.

## معرض صور

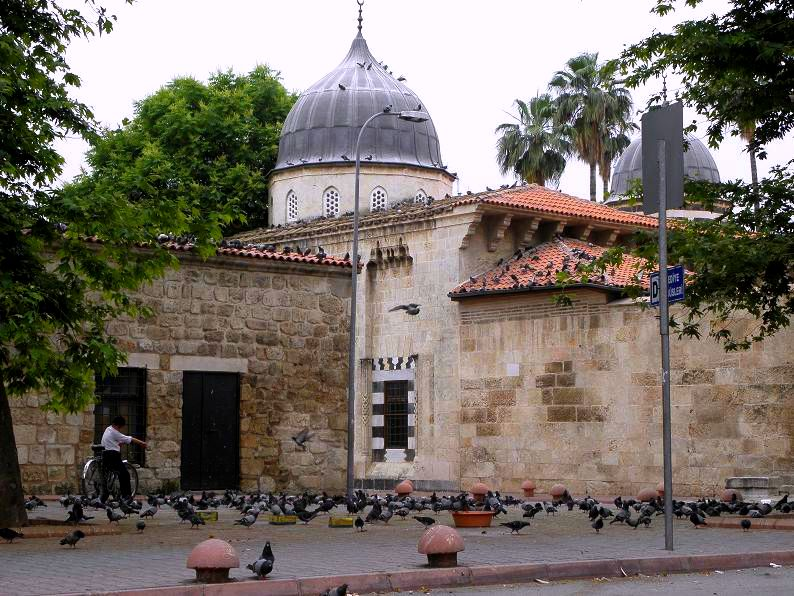
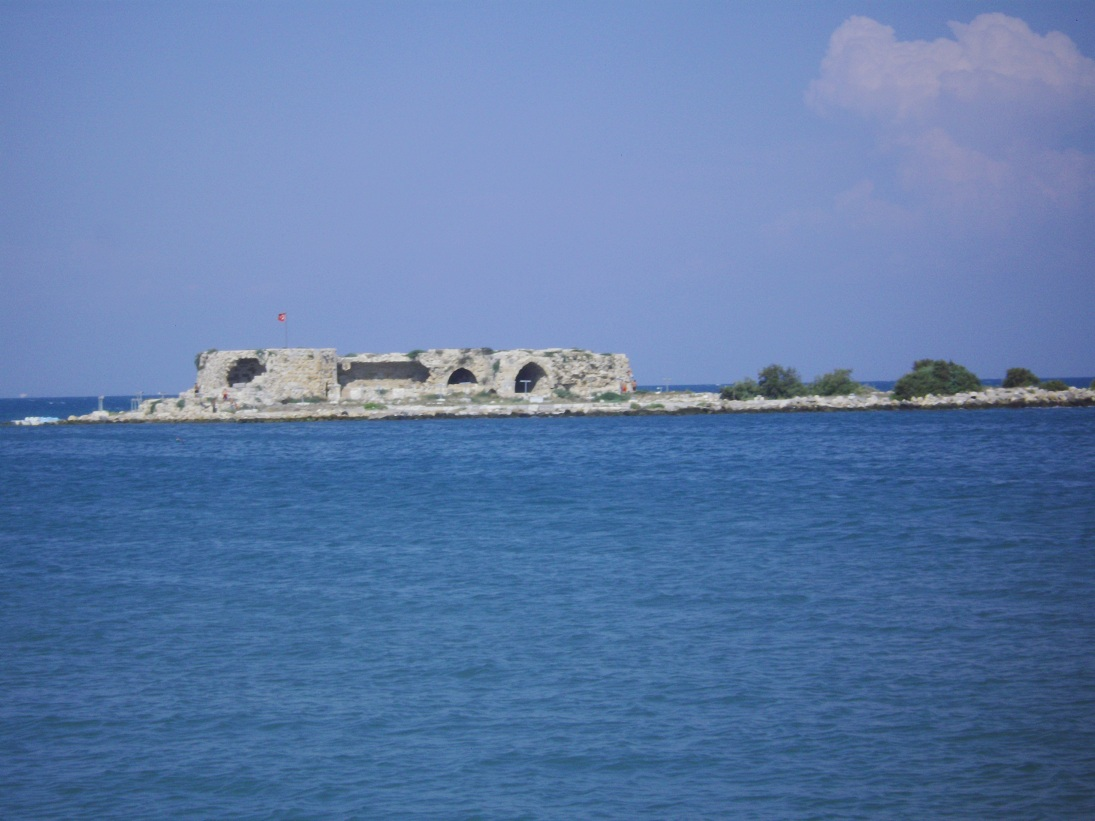
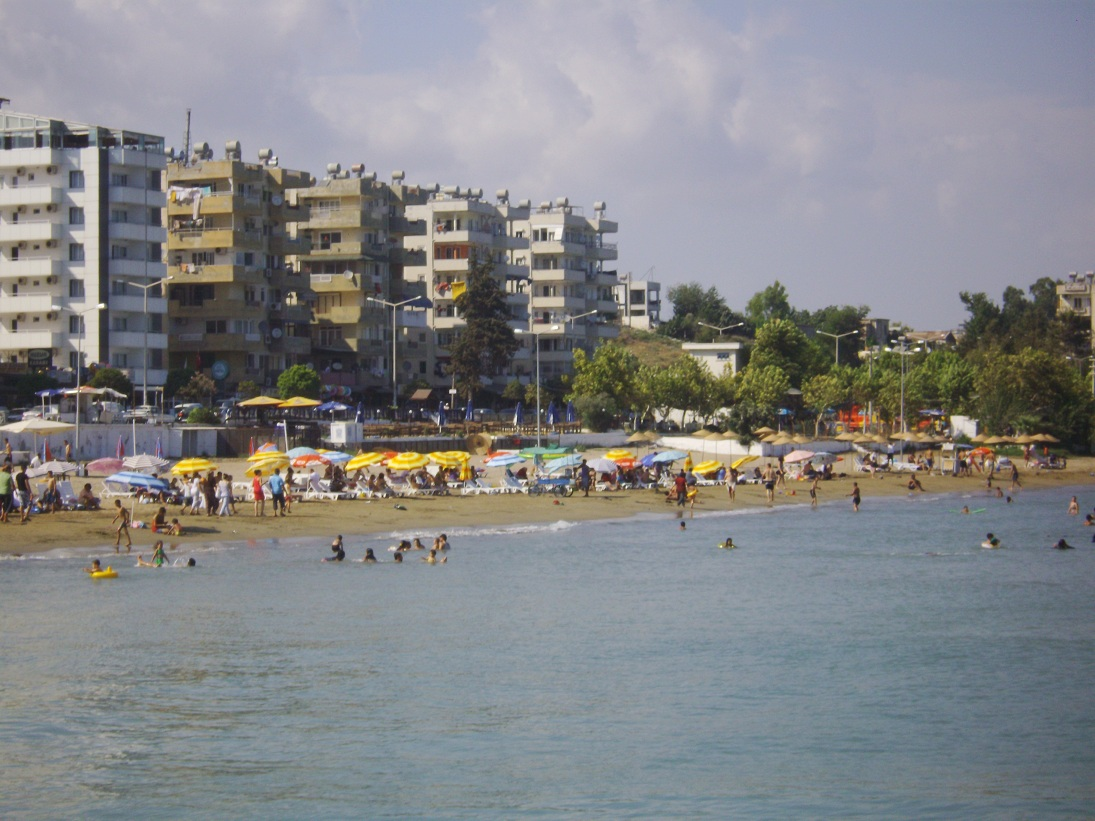
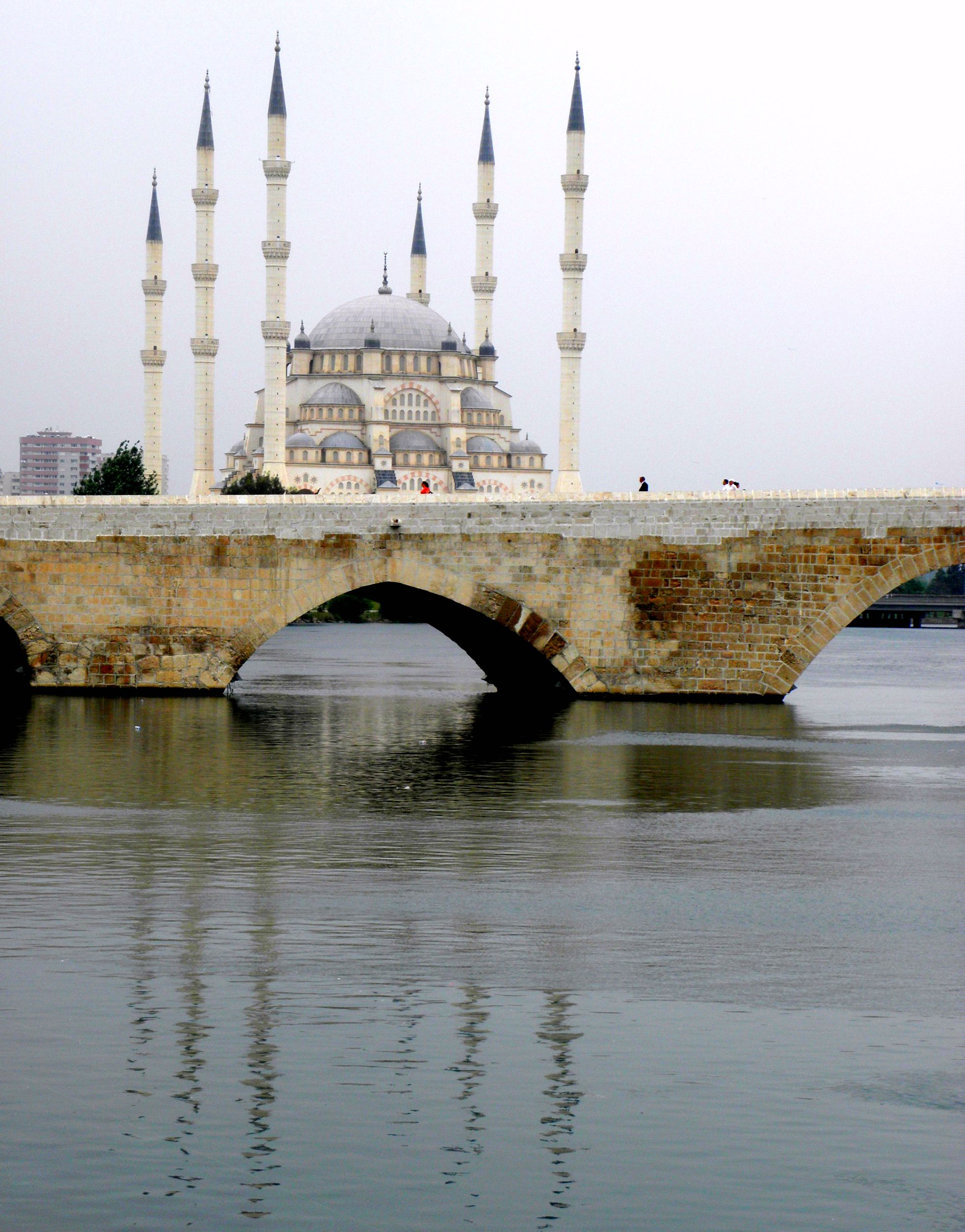

## أعلام
- ضياء باشا
- أيتاج أرمان
- جتين بن الطوبجي